# 694 Ekard
694 Ekard este un asteroid din centura principală, descoperit pe 7 noiembrie 1909, de Joel Metcalf.